# جسر بلاغوفيشتشينسك-خيخه
جسر بلاغوفيشتشينسك-خيخه هو جسر يربط بين مدينة بلاغوفيشتشينسك، روسيا ومدينة خيخه، الصين. وفقاً لشبكة سي إن إن، بدأ بناء الجسر في عام 2016 واكتمل في اواخر عام 2019. قدرت تكلفة الجسر ب 18.8 مليار روبل.